# 獻主會溥仁小學

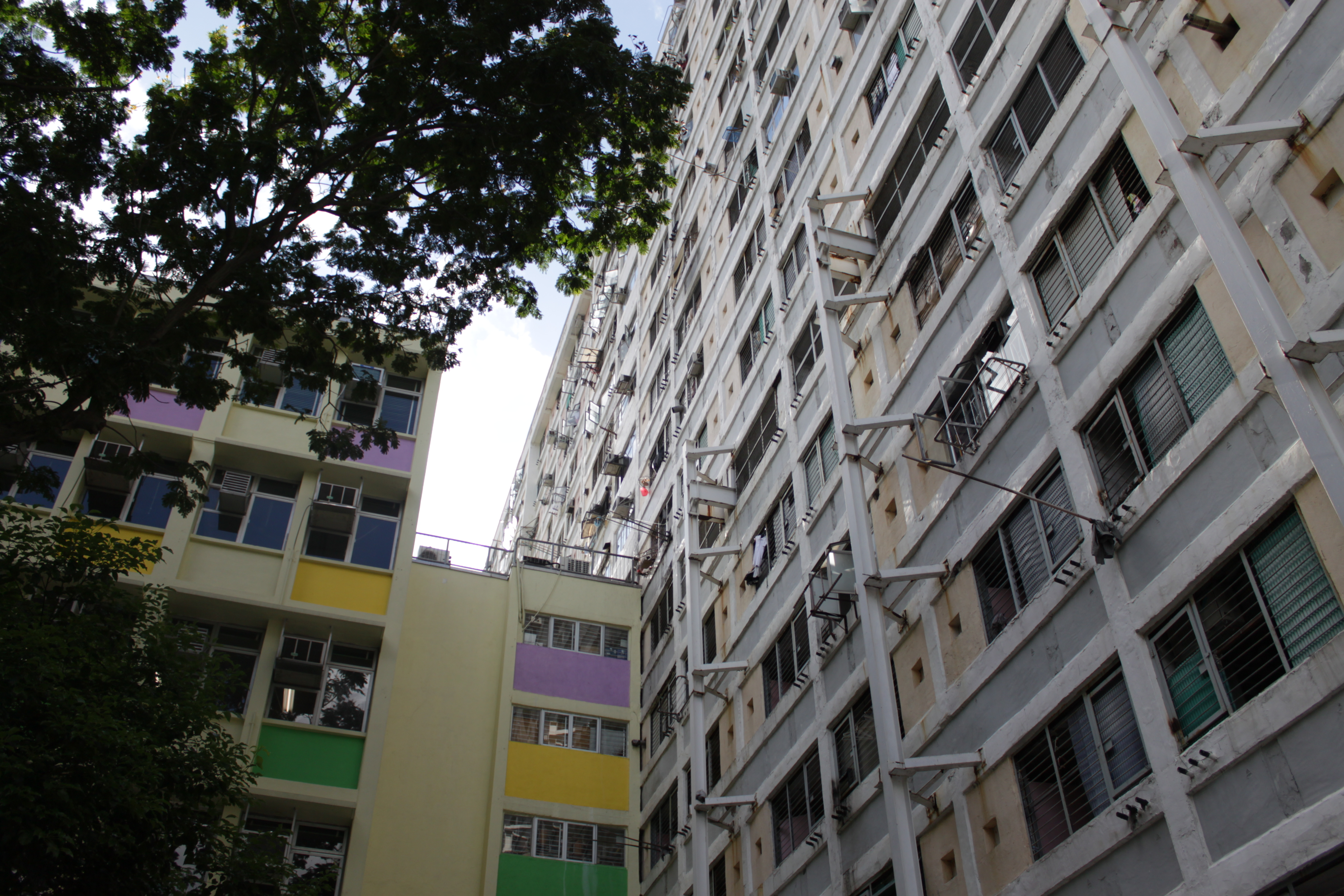
需以鋼架支撐的第22座與獻主會溥仁小學曾經完全相連，天主教溥仁學校（現為獻主會溥仁小學），是第一所1960年代屋邨附屬式（in annexe form）有獨立校舍的政府學校，也是香港碩果僅存最後一所的附建學校，在香港教育建築史上具象徵意義。其中，東頭邨第22座已於2014年拆卸。（2010年8月）

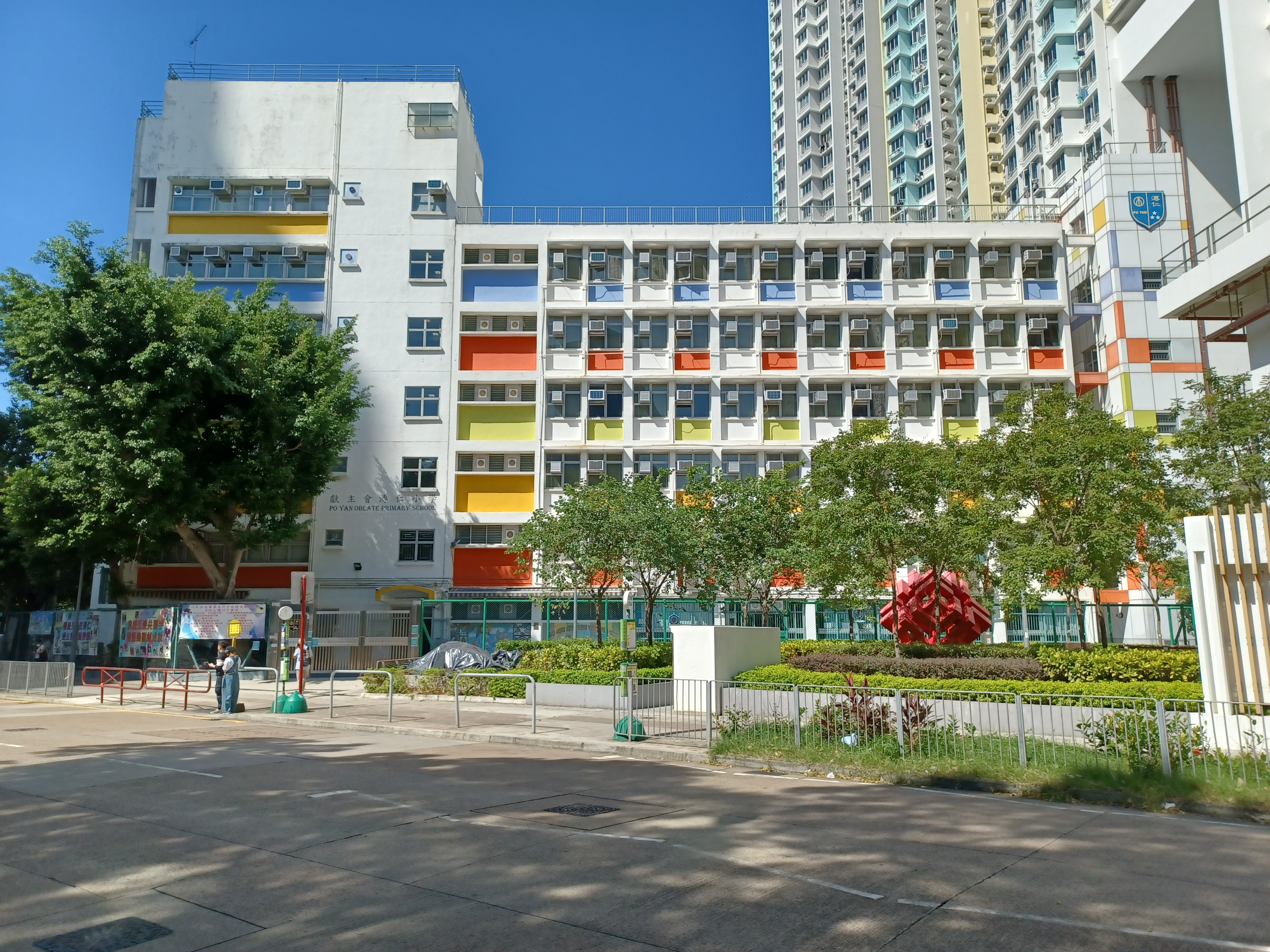
重建後的東匯邨匯智樓（右）與獻主會溥仁小學（2022年10月）

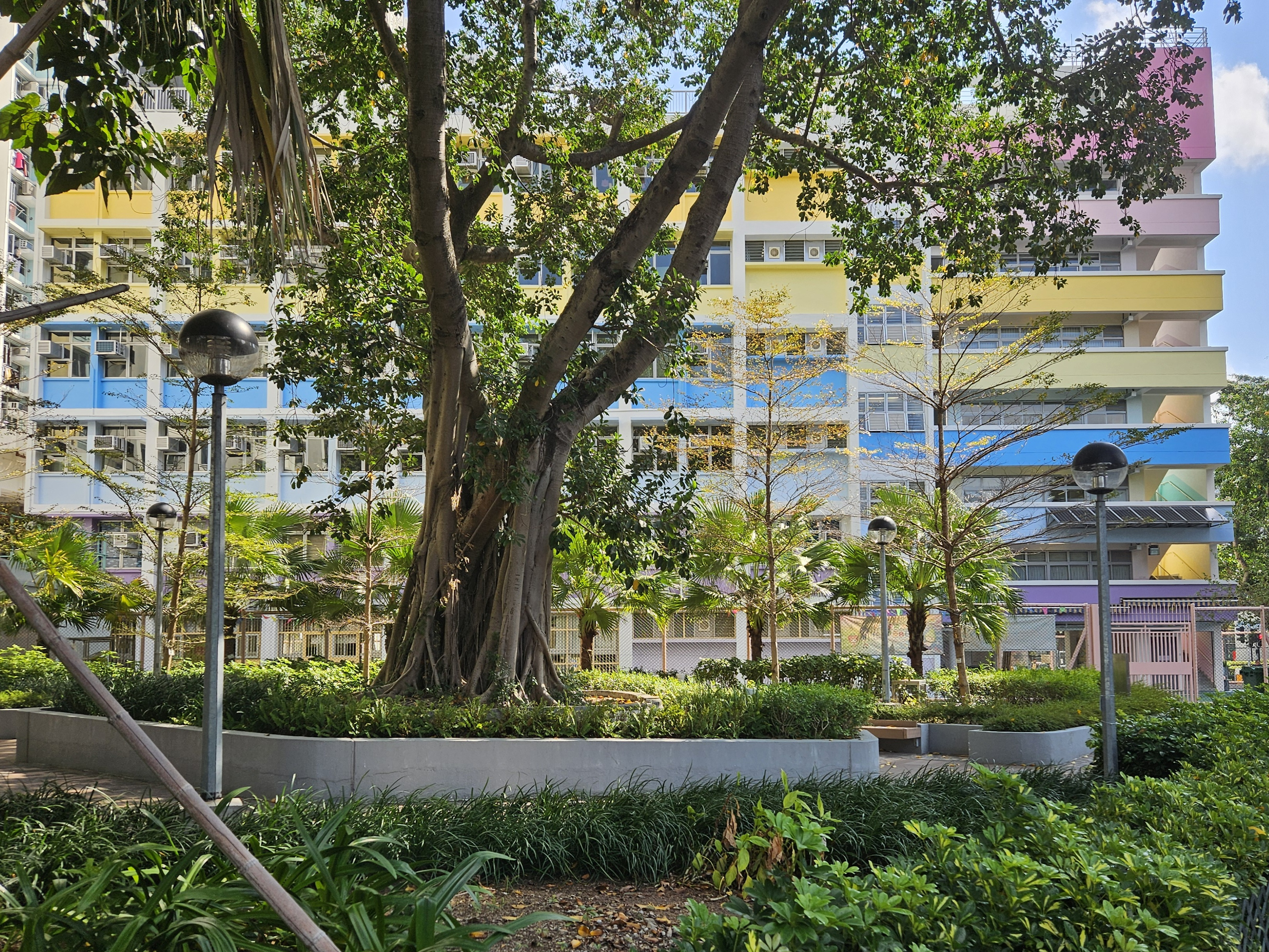
獻主會溥仁小學（2024年2月）

獻主會溥仁小學（英語：Po Yan Oblate Primary School）是位於香港九龍黃大仙區東匯邨的小學，與九龍城一街之隔，該校於1965年4月創立，而校舍為香港第一所屋邨附屬式（in annexe form）擁有獨立校舍之徙置屋邨屋邨政府標準學校（第一代「火柴盒」小學，並與徙置大廈完全相連），是香港碩果僅存最後一所的附建學校，在香港教育建築史上具象徵意義。（目前該廈—原東頭邨第22座—已清拆重建成東匯邨匯智樓，為配合小學校舍，房屋署特意為匯智樓的樓身採用「中空」設計，並為學校建造一條走火樓梯）。該校於2014年開始使用電子學習，每個學生都會有一部平板電腦作學習用途。

## 辦學宗旨
溥仁學校的辦學宗旨是秉承天主教教義引導學生認識福音真理，體驗「基督精神」，並積極推行愛的教育，且確信每個孩童均應有同等接受完整之教育的機會，及致力培養學生建立積極的人生觀，使他們對人生有正確的態度，對社會有責任感。

## 學校歷史
學校原名溥仁學校，於1965年4月由聖母聖心傳教修女會創立。當時新區學額需求殷切，創立溥仁學校正為東頭邨及鄰近之適齡學童得到入學機會。該校於2000年完成學校改善工程，加建新翼校舍，並由當時的香港主教胡振中樞機祝聖及剪綵。及後改名為天主教溥仁學校。學校因應區內人口老化及香港出生率驟降的情況，2003年起逐步由上、下午校制合併為全日制，於2007年完成轉制過程，全面實施全日制授課。現時學校為全日制資助男女校，班級分為一至六年級，授課語言為中文（英文科除外）。
與此校相連的東頭（一）邨第22座由於牽涉到26座問題公屋醜聞當中，而且情況相當嚴重，需於加固工程完成後不久的1992年拆卸，此校亦面臨第一次「殺校」危機。但是，由於政府決定在進行加固後保留大廈，此校獲得保留。而在2008年，該校本來由於政府第二次宣佈重建上述大廈，而不獲教育局批准參與「09年度小一入學統籌法」申請。結果校方一度透過籌款，打算於08/09學年以私立形式開辦小一，以避免殺校。最後政府讓該校於2009年至2010年度重新成為資助津貼小學。由於獲教育局、房屋署及建築署批款近80萬元，溥仁小學便分別於2009及2010年進行大型校舍美化工程。校園內外煥然一新，並增設多個專科學習室，促進學生愉快學習。校舍可以保留是由於香港房屋委員會在重建東頭（一）邨第22座時作出保留學校的決定所致。房委會與教育局及校方成立聯絡小組，確保在工程進行期間，學校環境安全及減少工程對學校造成的滋擾。但是，由於獻主會溥仁小學原來的後梯與22座共用，校舍需進行改建及加建工程才能符合消防要求，故此第22座實際上延至2014年才開始清拆工程。而前東頭邨第22座地盤，亦重建為東匯邨第二期（於2019年中定名為匯智樓），已於2019年中平頂和於2020年5月落成，並提供1033個單位。
後來原辦學團體聖母聖心傳教修女會缺乏教育人力資源管理學校。於是先自2011年9月1日起，無玷聖母獻主會正式接辦該校，改名為獻主會溥仁小學。現時獻主會溥仁小學的低年級採用活動教學。而高年級則採用傳統式教學。此外，該校與寧波鄞州惠風書院結為「姊妹學校」。
2023年4月，獻主會溥仁小學指因小一收生尚欠1人， 才達16人的「開班線」，故2023年9月不獲教育局批准開辦小一。時任校長公開批評教育局不近人情，傳媒人表示這造成此校日後無法出現轉機的主因。同區其他不達「開班線」的學校， 都能獲得「放生」或是透過其他方式於2023/2024年度繼續收生開班。

## 校政管理

### 歷任校監
- 1965年至1973年：寶愛珍修女[17]
- 1973年至2011年：沈德清修女[18]
- 2011年至今：鄧永林神父[19]

### 歷任校長
- 1965至1971年：寶愛珍修女（上、下午校）[20]
  - 1965至1971年：沈德清 修女（上午校主任）[20]
- 1971至1995年：王樹南先生[18]（下午校）
- 1971至2001年：馮光中先生，JP[18]（上午校）[21]
- 1995年至2007年：黃振宗先生[22]（下午校）[23]
- 2001年至2019年：王志聰先生[24]（2001年至2007年下午校至全日制）
- 2019年至2021年：陳啟興先生[25]
- 2021年至今：余詩慧女士[26]

### 歷任副校長
- ？至1995年：雷湘源女士[27]
- 1995年至2006年：李百祥先生
- ？至1994年：黃醒秋女士（後轉職至元朗天主教小學）
- ？至2019年：陳啟興先生
- 2019年至今：曾志權先生

## 校歌
溥仁，溥仁，自由樂園。
山明水秀，人傑地靈，育我英才輩，諦造新生命。
信仰我真理，崇拜我真神。
尊師睦友，博愛人群。
孝悌忠信長相守，
禮義廉恥永不忘。
溥仁，溥仁，永生樂園。
溥仁，溥仁，永生樂園。

## 學校設施
獻主會溥仁小學雖是一所舊式設計的校舍，但設備完善，全校課室亦安裝了空調。
- 24間課室
- 籃球場
- 有蓋操場
- 2間音樂室
- 電腦室
- 2間活動室
- 中央圖書館
- 會客室
- 教員康樂室
- 中央廣播系統
- 傷健人士專用廁所及升降機
- 中文閱讀室
- 2間英文閱讀室
- 數學學習室
- 常識學習室
- 電腦室
- 普通話室
- 宗教室
- 遠程教室
- 2間遊戲室
- 家長資源室
- 教育心理/言語治療室

## 著名/傑出校友
- 呂晶器（1971年下午校）：前天主教澳門教區耶穌會院長[28]
- 蔡國光（1971年下午校）：前仁愛堂陳黃淑芳紀念中學校長[29]
- 羅發強（1971年下午校）：前聖公會聖本德中學校長[30]
- 周偉強（1974年下午校）：前梨木樹天主教小學校長、前郭怡雅神父紀念學校校長、深井天主教小學校長[31]
- 梁逸恆（1974年上午校）：路德會協同中學校長[31]
- 周賢明（1974年上午校）：社會服務機構總幹事、西貢區議會主席[31]
- 劉細良（1977年上午校）：香港資深跨媒體時事評論員、前中央政策組全職顧問[32]
- 何栢良（1977年上午校）：香港大學感染及傳染病中心總監[32][33][34]
- 程偉權（1981年上午校）：舂磡角慈氏護養院、律敦治及鄧肇堅醫院和東華東院行政總監、精神科及社會醫學專科醫生[35]
- 周國豐（1982年下午校）：前香港電台助理廣播處長（電台及節目策劃）[36]
- 鄧洢玲（原名鄧鈺玲，1996年下午校）：前now寬頻電視和ViuTV藝員[37][38]
- 鄭錦興（1999年下午校）：香港籃球運動員[39]
- 周家駒（2000年上午校）：香港籃球運動員[40]
- 顏樂楓（2005年上午校）：香港足球運動員，香港超級聯賽球員，獲香港足球明星選舉最佳中場提名[41]
- 羅毓儀（2008年）：香港女演員，參演電視劇《下流上車族》[42]及《神耆小子》

## 連結
1. 【發奮自強】由英文差到考英中全級第一 好學男生朗讀課文練口音不怕面懵 - 香港經濟日報 - TOPick - 親子 - Band 1學堂 - 尖子教室. topick.hket.com. [2021-09-23].[43]
2. 寒天下小學女生衣衫單薄 警拘父母涉虐兒 - 新聞.[44]
3. 【電子教學】獻主會溥仁小學推動電子學習7年 全校設電子白板學生用平板電腦上課 - 香港經濟日報 - TOPick - 親子 - Band 1學堂 - 中小學. topick.hket.com. [3]
4. 溥仁小學Facebook專頁

## 外部連結
- 獻主會溥仁小學
- 溥仁校友會